# Даніела Олівера
Даніела Олівера (ісп. Daniela Olivera; нар. 10 грудня 1980) — колишня уругвайська тенісистка.
Найвищу одиночну позицію світового рейтингу — 222 місце досягла 16 квітня 2001, парну — 224 місце — 3 грудня 2001 року.
Здобула 1 одиночний та 7 парних титулів туру ITF.
Завершила кар'єру 2009 року.

## Фінали ITF

### Одиночний розряд: 8 (1–7)
| Легенда          |
| ---------------- |
| Турніри $100,000 |
| Турніри $75,000  |
| Турніри $50,000  |
| Турніри $25,000  |
| Турніри $10,000  |

| Фінали за покриттям |
| ------------------- |
| Тверде (1–4)        |
| Ґрунт (0–3)         |
| Трава (0–0)         |
| Килим (0–0)         |

| Результат | Дата              | Турнір                              | Покриття | Суперниця                 | Рахунок       |
| --------- | ----------------- | ----------------------------------- | -------- | ------------------------- | ------------- |
| Поразка   | 17 серпня 1998    | ITF Ібарра, Еквадор                 | Ґрунт    | Olga Arevalo              | 4–6, 1–6      |
| Поразка   | 16 листопада 1998 | ITF Campos dos Goytacazes, Бразилія | Ґрунт    | Андреа Шебова             | 4–6, 3–6      |
| Поразка   | 8 травня 2000     | ITF Тампіко, Мексика                | Тверде   | Надя Джонстон             | 3–6, 0–6      |
| Перемога  | 15 травня 2000    | ITF Поса-Ріка, Мексика              | Тверде   | Меліса Аревало            | 6–1, 6–4      |
| Поразка   | 5 березня 2001    | ITF Сальтільйо, Мексика             | Тверде   | Кончіта Мартінес Гранадос | 6–2, 4–6, 1–6 |
| Поразка   | 26 березня 2001   | ITF Вікторія, Мексика               | Тверде   | Petra Russegger           | 6–2, 4–6, 2–6 |
| Поразка   | 2 липня 2001      | ITF Періге, Франція                 | Ґрунт    | Северін Бельтрам          | 4–6, 1–6      |
| Поразка   | 18 лютого 2002    | ITF Вікторія, Мексика               | Тверде   | Ольга Калюжная            | 5–7, 2–6      |

### Парний розряд: 12 (7–5)
| Легенда          |
| ---------------- |
| Турніри $100,000 |
| Турніри $75,000  |
| Турніри $50,000  |
| Турніри $25,000  |
| Турніри $10,000  |

| Фінали за покриттям |
| ------------------- |
| Тверде (2–1)        |
| Ґрунт (5–4)         |
| Трава (0–0)         |
| Килим (0–0)         |

| Результат | Дата              | Рівень | Турнір                            | Покриття  | Партнерка           | Суперниці                                | Рахунок          |
| --------- | ----------------- | ------ | --------------------------------- | --------- | ------------------- | ---------------------------------------- | ---------------- |
| Перемога  | 14 вересня 1998   | 10,000 | ITF Ла-Пас, Болівія               | Ґрунт     | Лаура Берналь       | Каталіна Кастаньйо Carolina Mayorga      | 7–5, 6–7(5), 6–1 |
| Поразка   | 30 серпня 1999    | 10,000 | ITF Сан-Хуан, Аргентина           | Ґрунт     | Вірхінія Саді       | Еуженія Мая Роміна Оттобоні              | 2–6, 2–6         |
| Перемога  | 19 березня 2001   | 10,000 | ITF Матаморос, Мексика            | Тверде    | Лусіана Масанте     | Б'янка Кампер Надіне Шлоттерер           | 6–2, 6–2         |
| Перемога  | 26 березня 2001   | 10,000 | ITF Вікторія, Мексика             | Тверде    | Лусіана Масанте     | Меліса Аревало Кончіта Мартінес Гранадос | 6–4, 7–5         |
| Поразка   | 14 травня 2001    | 10,000 | ITF Турин, Італія                 | Ґрунт     | Лусіана Масанте     | Меліса Аревало Ванесса Менга             | 5–7, 2–6         |
| Поразка   | 8 липня 2001      | 10,000 | ITF Періге, Франція               | Ґрунт     | Кільдін Шевальє     | Ліга Декмеєре Маргіт Рйтель              | 4–6, 1–6         |
| Перемога  | 8 липня 2001      | 10,000 | ITF Гечо, Іспанія                 | Ґрунт     | Лусіана Масанте     | Анна Фонт Раїса Гуревич                  | 6–2, 6–3         |
| Перемога  | 17 вересня 2001   | 25,000 | ITF Сан-Жозе-дус-Кампус, Бразилія | Ґрунт     | Ванесса Менга       | Жоана Кортез Кончіта Мартінес Гранадос   | 4–6, 7–5, 6–3    |
| Перемога  | 5 листопада 2001  | 10,000 | ITF Вільнав-д'Орнон, Франція      | Ґрунт (i) | Наташа Рандріантефі | Леслі Буткевіч Кароліне Мас              | 6–4, 6–2         |
| Поразка   | 11 листопада 2001 | 10,000 | ITF Гавр, Франція                 | Ґрунт     | Наташа Рандріантефі | Ліга Декмеєре Марія Кондратьєва          | 4–6, 3–6         |
| Поразка   | 29 січня 2002     | 10,000 | ITF Сальтільйо, Мексика           | Тверде    | Кароліне Анн Базу   | Меліса Аревало Ванесса Менга             | 6–4, 4–6, 5–7    |
| Перемога  | 27 травня 2002    | 10,000 | ITF Кампобассо, Італія            | Ґрунт     | Кароліне Анн Базу   | Меліса Аревало Наталія Гуссоні           | 6–4, 7–5         |